# Distrito electoral federal 3 de Baja California
El III Distrito Electoral Federal de Baja California es uno de los 300 Distritos Electorales en los que se encuentra dividido el territorio de México y uno de los 8 que para la elección de diputados federales en que se divide el estado de Baja California. .
Tras el proceso de redistritación realizado en 2022 por parte del Instituto Nacional Electoral, con fin a ser utilizado por primera vez en las elecciones federales de 2024, cubrirá la zona sur del Municipio de Ensenada y San Felipe, así como la totalidad del Municipio de San Quintín. Su cabecera distrital se ubica en Maneadero, Ensenada. 
Fue creado en los años sesenta para integrar la XLIV Legislatura. Su primer diputado electo fue Luis González Ocampo, quien falleció en el cargo.

## Distritaciones anteriores

### Distritación 1996 - 2005
En el periodo comprendido entre 1996 y 2005 el territorio de este distrito lo formaban íntegramente los municipios de Ensenada, Tecate y Playas de Rosarito.

### Distritación 2005-2017
Tras el proceso de redistritación realizado en 2005 por el Instituto Federal Electoral, el territorio del Tercer Distrito de Baja California está integrado por todo el territorio del municipio de Ensenada, con la excepción de su extremo noreste, formando este parte del Distrito VII. Por cubrir casi todo el municipio de Ensenada, que es el municipio más extenso de México, el Distrito III es también el distrito electoral territorialmente más grande, seguido por el II Distrito Electoral Federal de Coahuila.

### Distritación 2017-2021
Cubre todo el municipio de Ensenada a excepción de la zona norte del municipio que colinda con los municipios de Playas de Rosarito, Tijuana, Tecate y Mexicali. 

## Diputados por el distrito
| Diputado                        | Grupo parlamentario | Legislatura | Periodo     |
| ------------------------------- | ------------------- | ----------- | ----------- |
| Luis González Ocampo            |                     | XLIV        | 1961 - 1962 |
| Quintín Hurtado Olivares        |                     | XLIV        | 1962 - 1964 |
| Salvador Rosas Magallón         |                     | XLVI        | 1964 - 1967 |
| Celestino Salcedo Monteón       |                     | XLVII       | 1967 - 1970 |
| Alfonso Garzón Santibáñez       |                     | XLVIII      | 1970 - 1973 |
| Celestino Salcedo Monteón       |                     | XLIX        | 1973 - 1976 |
| Alfonso Garzón Santibáñez       |                     | L           | 1976 - 1979 |
| Luis Ayala García               |                     | LI          | 1979 - 1982 |
| José Luis Castro Verduzco       |                     | LII         | 1982 - 1985 |
| Enrique Pelayo Torres           |                     | LIII        | 1985 - 1988 |
| Luis González Ruiz              |                     | LIV         | 1988 - 1991 |
| Rogelio Appel Chacón            |                     | LV          | 1991 - 1994 |
| Daniel Quintero Peña            |                     | LVI         | 1994 - 1997 |
| Francisco Vera González         |                     | LVII        | 1997 - 2000 |
| Hugo Zepeda Barrelleza          |                     | LVIII       | 2000 - 2003 |
| Pablo Alejo López Núñez         |                     | LIX         | 2003 - 2006 |
| Héctor Manuel Ramos Covarrubias |                     | LX          | 2006 - 2009 |
| César Mancillas Amador          |                     | LXI         | 2009 - 2012 |
| Gilberto Hirata Chico           |                     | LXII        | 2012 - 2013 |
| Ricardo Medina Fierro           |                     | LXII        | 2013 - 2015 |
| Wenceslao Martínez Santos       |                     | LXIII       | 2015 - 2018 |
| Armando Reyes Ledesma           |                     | LXIV LXV    | 2018 - 2024 |
| Claudia Moreno Ramírez          |                     | LXVI        | 2024 - 2027 |